# 似高山芝麻蜗牛
似高山芝麻蜗牛（学名：Diplommatina pseudotayalis），是中腹足目芝麻蜗牛科芝麻蜗属的一种。主要分布于台湾，常栖息在200米高山落叶堆下。